# Трійчате
Трійчате — селище в Лозівському районі Харківської області. Входить до складу Олексіївської сільської громади.

## Географія
Селище Трійчате знаходиться біля залізничної станції Трійчате, примикає до селища Троїцьке. Поруч проходить автомобільна дорога Берека
Т 2107.
До 2016 року село носило назву Комсомольське.

## Історія
Засноване 1962 року.

## Населення

### Мова
Розподіл населення за рідною мовою за даними :
| Мова       | Кількість | Відсоток |
| ---------- | --------- | -------- |
| російська  | 647       | 87.2%    |
| українська | 95        | 12.8%    |
| Усього     | 742       | 100%     |

## Економіка
- Молочно-товарна ферма.